# Bargas
Bargas é um município da Espanha na província de Toledo, comunidade autónoma de Castilla-La Mancha, de área 90 km² com população de 7963 habitantes (2006) e densidade populacional de 88,48 hab./km².

## Demografia
| Variação demográfica do município entre 1991 e 2004 | Variação demográfica do município entre 1991 e 2004 | Variação demográfica do município entre 1991 e 2004 | Variação demográfica do município entre 1991 e 2004 |
| --------------------------------------------------- | --------------------------------------------------- | --------------------------------------------------- | --------------------------------------------------- |
| 1991                                                | 1996                                                | 2001                                                | 2004                                                |
| 6112                                                | 6608                                                | 7109                                                | 7544                                                |